# صرصوريات عملاقة
صرصوريات عملاقة أو الصراصير العملاقة أو بلابوسيات (الاسم العلمي: Blaberidae)، هي ثاني أكبر فصيلة من صرصوريات من حيث عدد الأنواع.